# NGC 1537
NGC 1537 je galaksija u zviježđu Eridanu.

## Vanjske poveznice
- SEDS: NGC 1537